# Fort de Cape Coast
Pour un article plus général, voir Forts de la côte ghanéenne.
Le Fort de Cape Coast, appelé aussi Cabo Corso ou Cap Corse, anciennement Fort Carlsborg ou Fort Carolusborg, est un ancien comptoir colonial fortifié, situé à Cape Coast, sur la côte du Ghana actuel. Il fut un important lieu de la traite négrière sur la côte de l'Or, et fait partie depuis 1979 des forts de la côte ghanéenne inscrits sur la liste du patrimoine mondial de l'Unesco.

## Historique

### Première implantation portugaise en 1555
Ogua était une cité côtière du royaume Efutu. En 1555, les Portugais y implantent une feitoria, ou poste de traite, nommée Cabo Corso (qui deviendra Cape Coast en anglais).

### Colonie suédoise (1650-1663)
En 1650, le roi d’Efutu, Bredewa (Bredeva), autorise la Compagnie suédoise d'Afrique à y installer un comptoir. En 1652, les Suédois s'emparent de tout le secteur de Cape Coast, auparavant sous le contrôle portugais, puis néerlandais. Une première construction en bois est érigée en 1653 par Henry Caerlof pour la Compagnie suédoise d'Afrique, et nommée Carlsborg d'après le roi Charles X de Suède. Il est plus tard reconstruit en pierre.
Carlsborg dépend donc de l’Efutu, mais donne une chefferie indépendante et même très importante, dans l’ensemble démographique des Fantis, qui avaient accepté de traiter avec les Anglais. Ces derniers avaient construit dès 1631 un comptoir, et plus tard un fort appelé fort Kormantin, appartenant à la Guinea Company. Cette compagnie commerciale anglaise, fondée en 1618 et dirigée en 1625 par Nicholas Crisp, possédait un autre fort sur la Côte de l'Or à Komenda, et une quinzaine de bateaux. Le bénéfice tiré des importations d'or à Londres par cette compagnie a représenté 500 000 sterling dans les 11 à 12 ans qui ont suivi l'année 1632.

### Brève conquête danoise (1663-1664)
En 1663, le Danemark-Norvège conquiert Fort Carlsborg, et l'empire colonial suédois perd l’important Fort Chistiansborg, avec le retournement d'Henry Caerlof, qui a changé de donneur d'ordre. En avril 1663, toute la Côte de l'Or est intégrée à la Côte-de-l'Or danoise.

### Sous contrôle anglais (1664-1957)

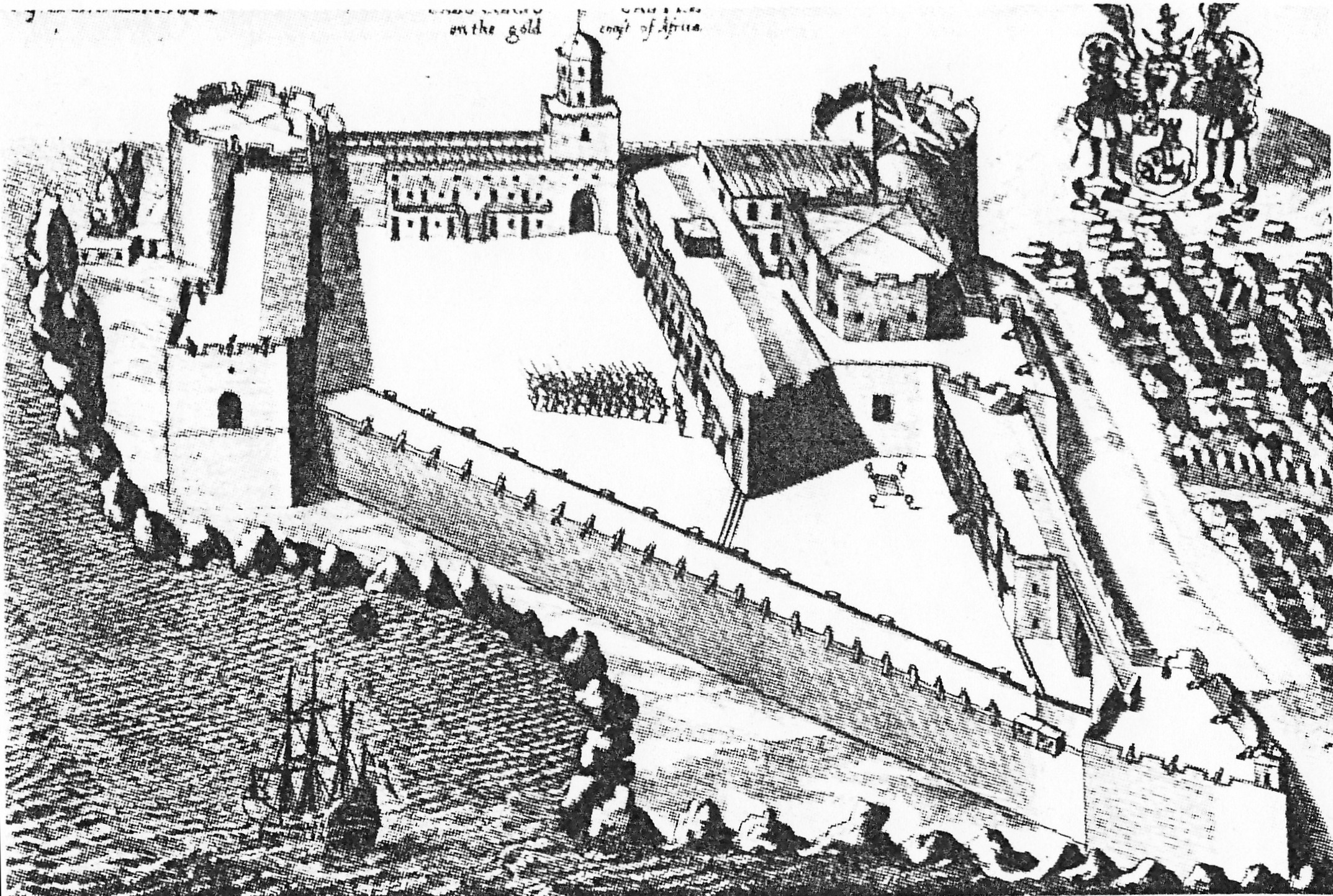
Le château britannique de Cape Coast en 1682.

En 1664, le fort est pris par les Britanniques, et est reconstruit et agrandi par le Comité des Marchands (dont les gouverneurs administraient l'entière colonie britannique) à la fin du XVIIIe siècle. Avec la prise de leur fort Kormantin par les Néerlandais, les Anglais décide de faire de Cape Coast le nouveau quartier général de leur colonie.
En 1757, pendant la Guerre de Sept Ans, un escadron naval français endommage gravement le fort et manque de s'en emparer. Le fort sera entièrement reconstruit.

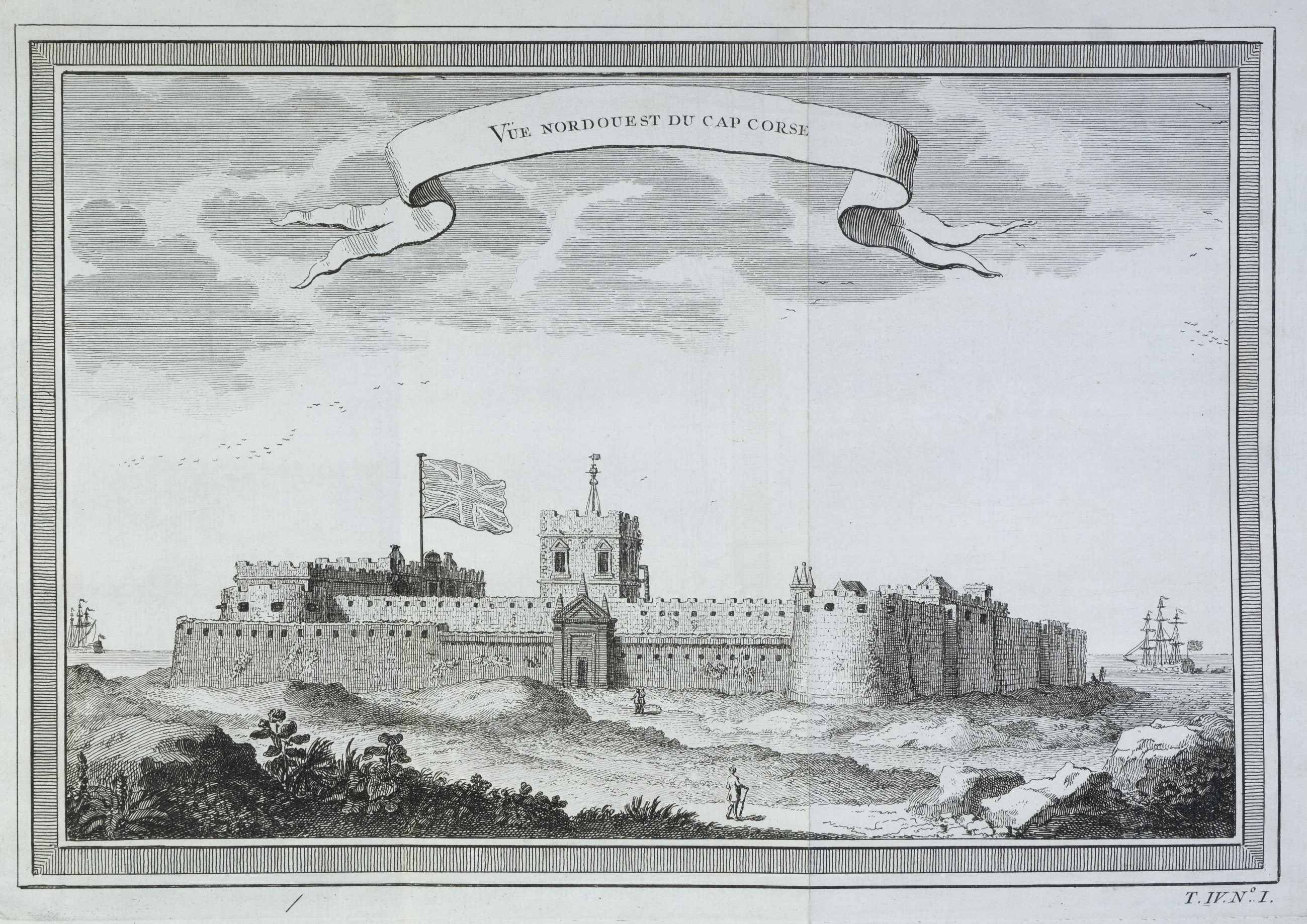
Fort de Cape Coast au XVIIIe siècle.

En 1844, il devient le siège du gouvernement colonial de la Côte de l'Or britannique. Entretemps, une ville s'est développé à proximité du fort pour former l'actuelle ville de Cape Coast.

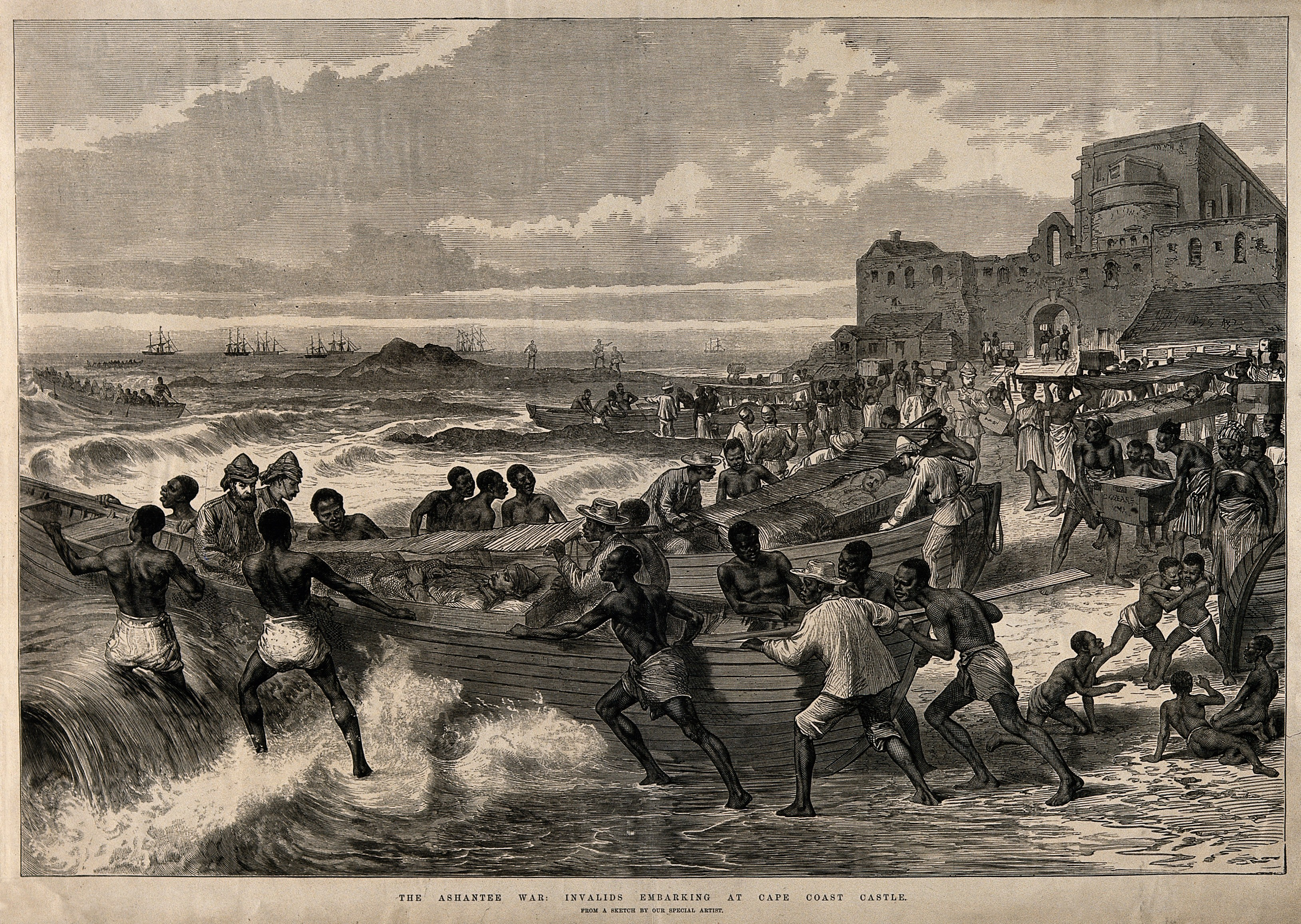
Fort de Cape Coast en 1874, pendant la troisième guerre anglo-ashanti.

Côté africain, l’autonomie de Cape Coast vis-à-vis de l’Efutu est consécutive à la défaite efutu de 1694. Mais c’est réellement au XVIIIe siècle que la chefferie d’Ogua s’affirme. Le fort a été construit pour le commerce du bois et de l'or, il servira plus tard à la traite négrière transatlantique.
En 1877, les Britanniques transfèrent la capitale de leur colonie de la Côte de l'Or de Cape Coast à Accra.
Le fort est restauré dans les années 1920 par le British Public Works Department.

### Depuis l'indépendance du Ghana en 1957
En 1957, quand le Ghana accéda à l'indépendance, le fort sert de site d'entrainement pour la police du pays. Il abrite ensuite des administrations locales, une école secondaire et enfin les bureaux du Ghana Museums and Monuments Board (GMMB).
En 1979, il est inscrit sur la liste du patrimoine mondial de l'Unesco, avec 27 autres forts de la côte ghanéenne, sous le nom de « Forts et châteaux de Volta, d'Accra et ses environs, et des régions centrale et ouest ».
Au début des années 1990, le bâtiment est restauré par le gouvernement ghanéen, avec des fonds du Programme des Nations unies pour le développement, de l'United States Aid for International Development (USAID), avec l'assistance d'ONG et du Smithsonian Institution.

Le fort est devenu un lieu de commémoration et de voyage éducatif pour les visiteurs dont de nombreux afro-américains pour certains desquels c'est devenu une forme de « rite de passage ».

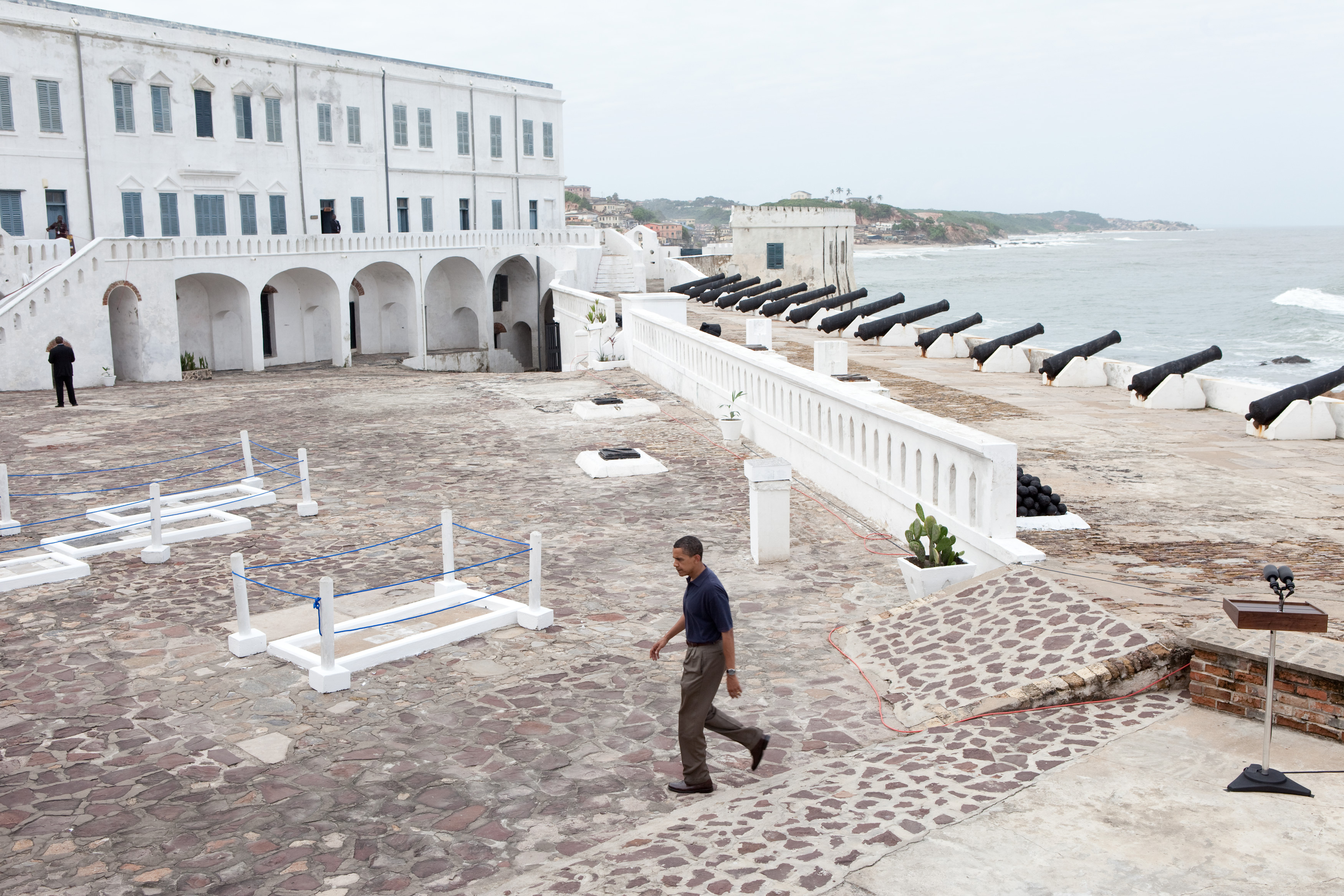
Le président Obama après un discours dans le fort en juillet 2009.

## Les autres forts
La côte ghanéenne abrite d'autres forts coloniaux ayant servi à la traite, dont le Fort d'Elmina, fondé par les Portugais, situé à une douzaine de kilomètres à l'Est de celui de Cape Coast, et le Fort Osu, situé à Accra et premier siège de la présidence ghanéenne.

## Galerie

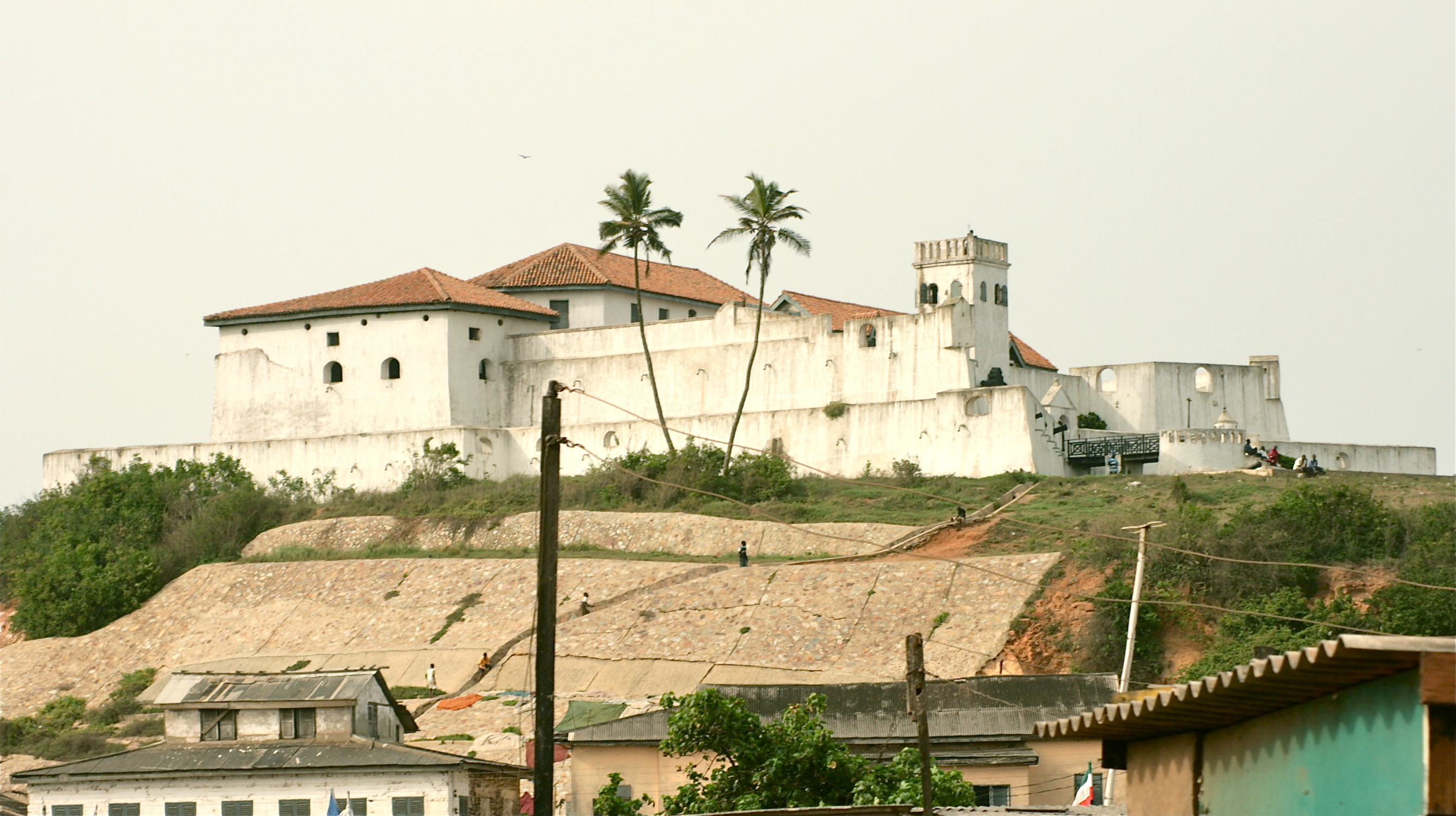
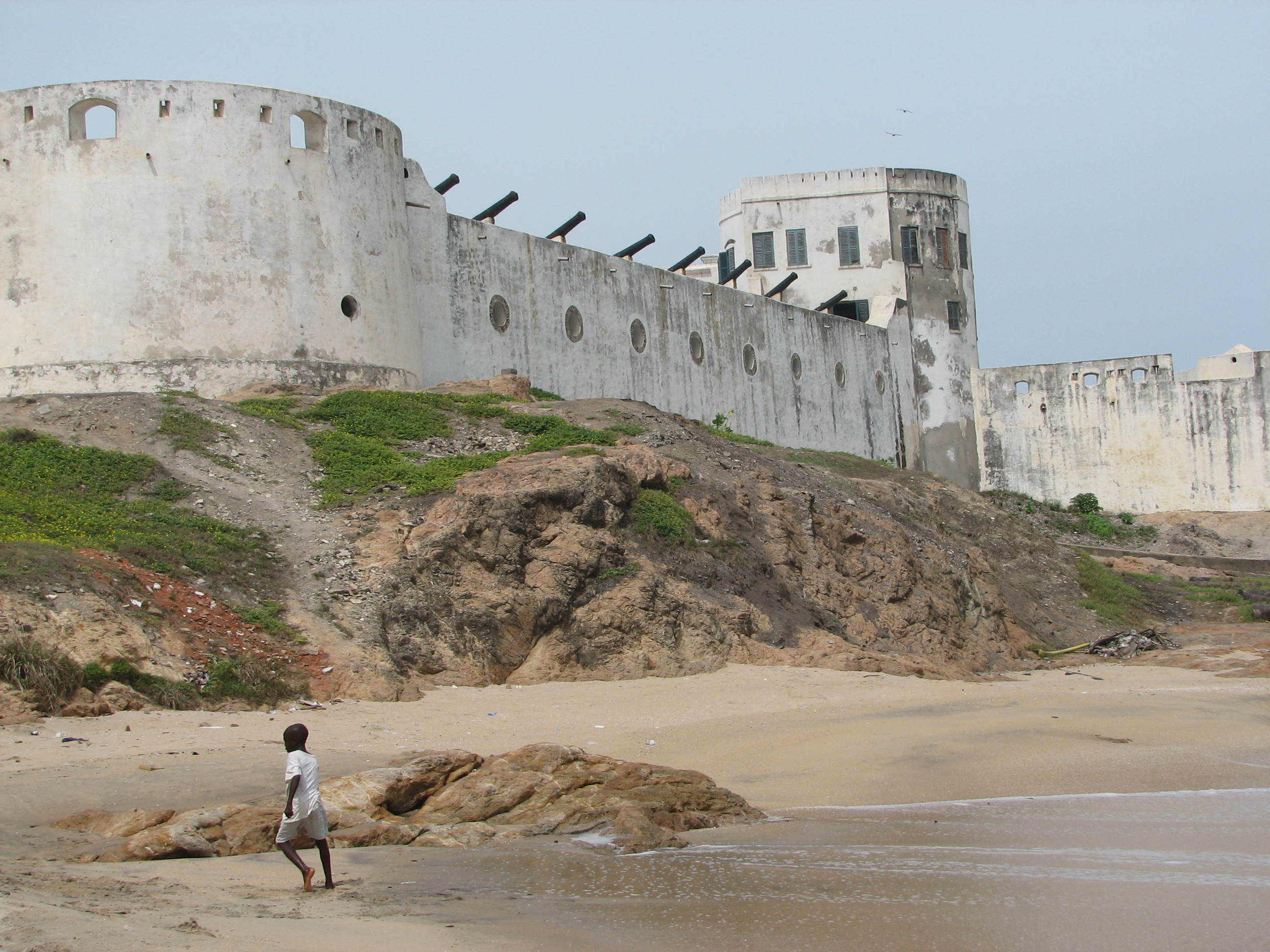
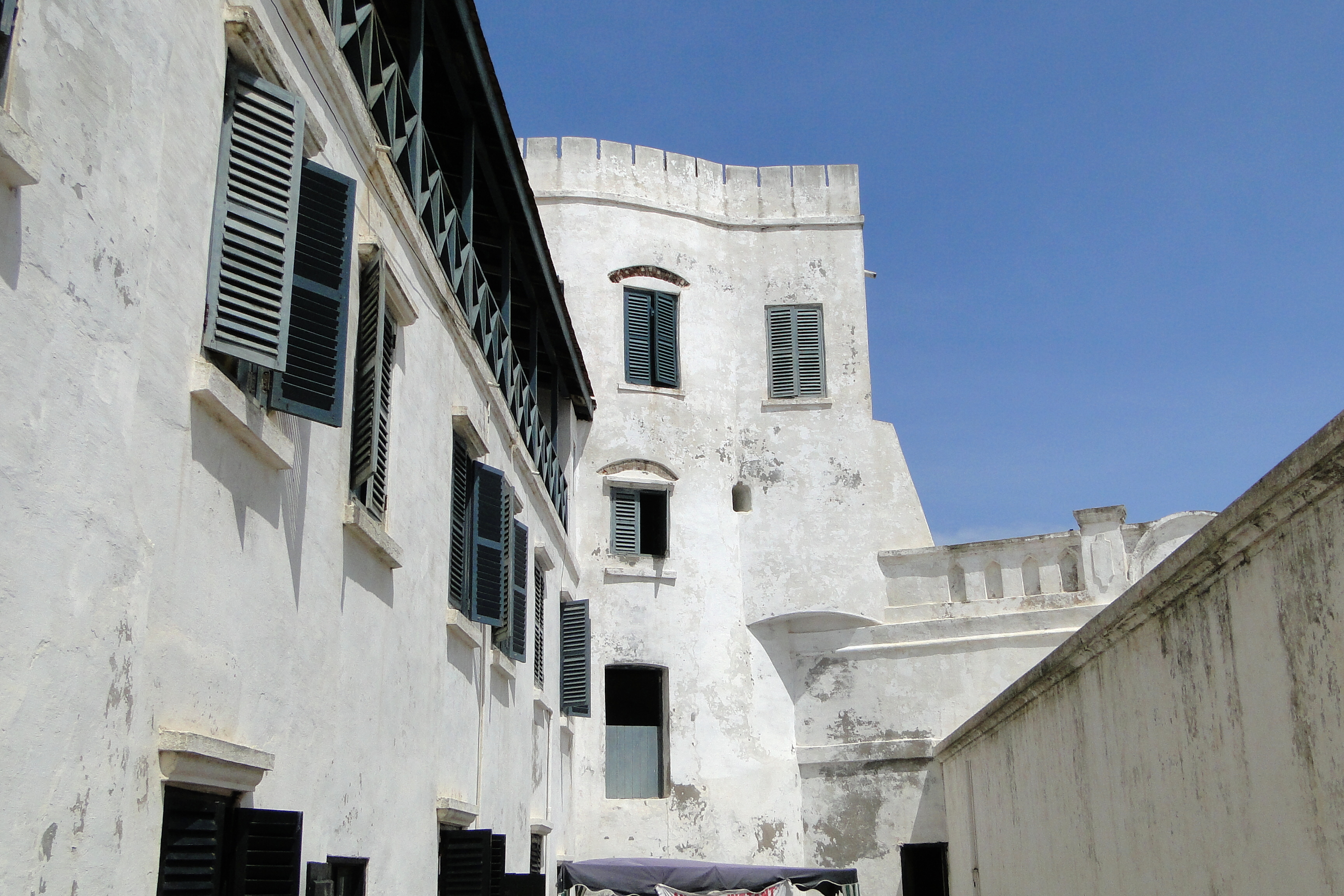
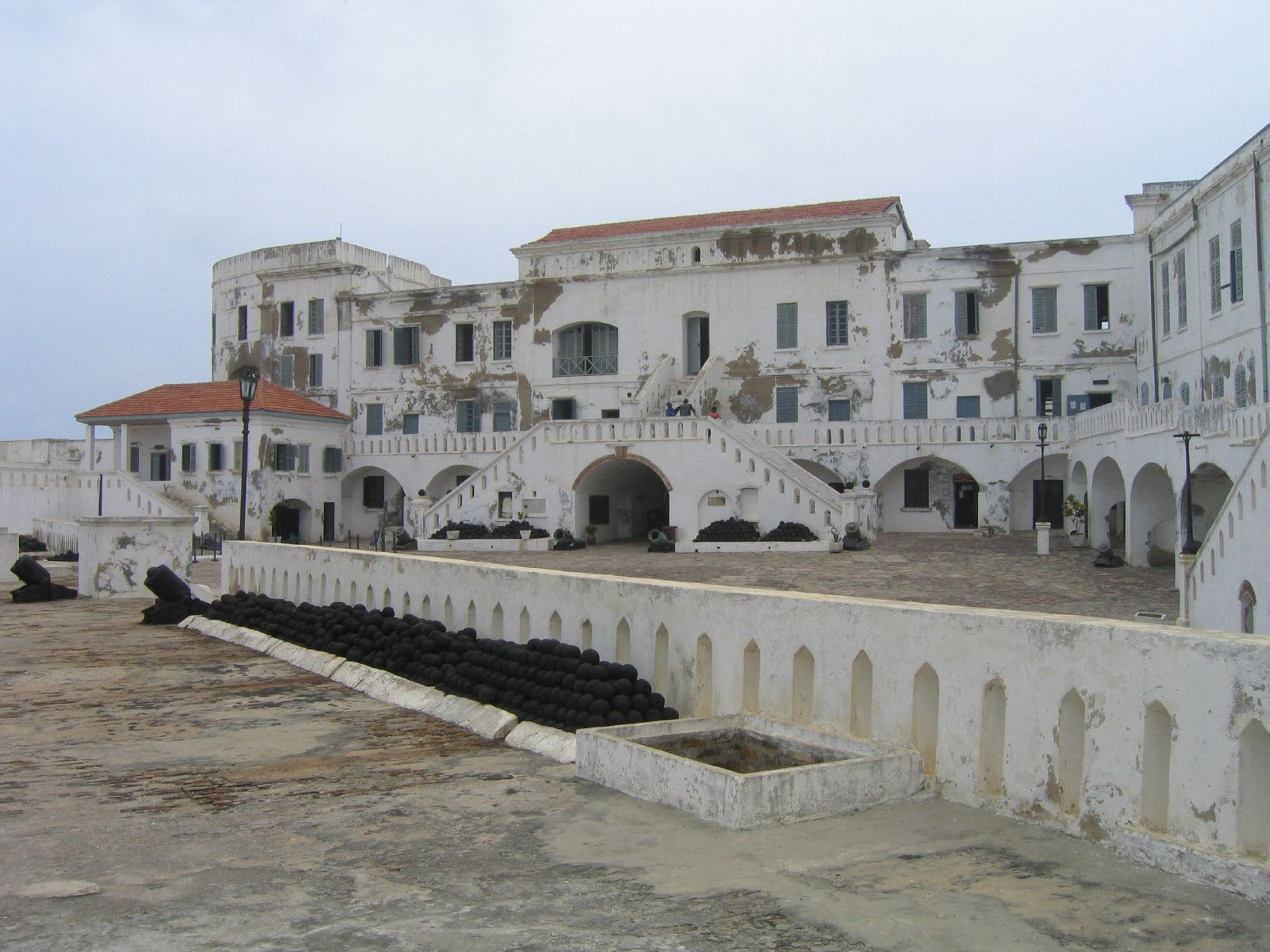
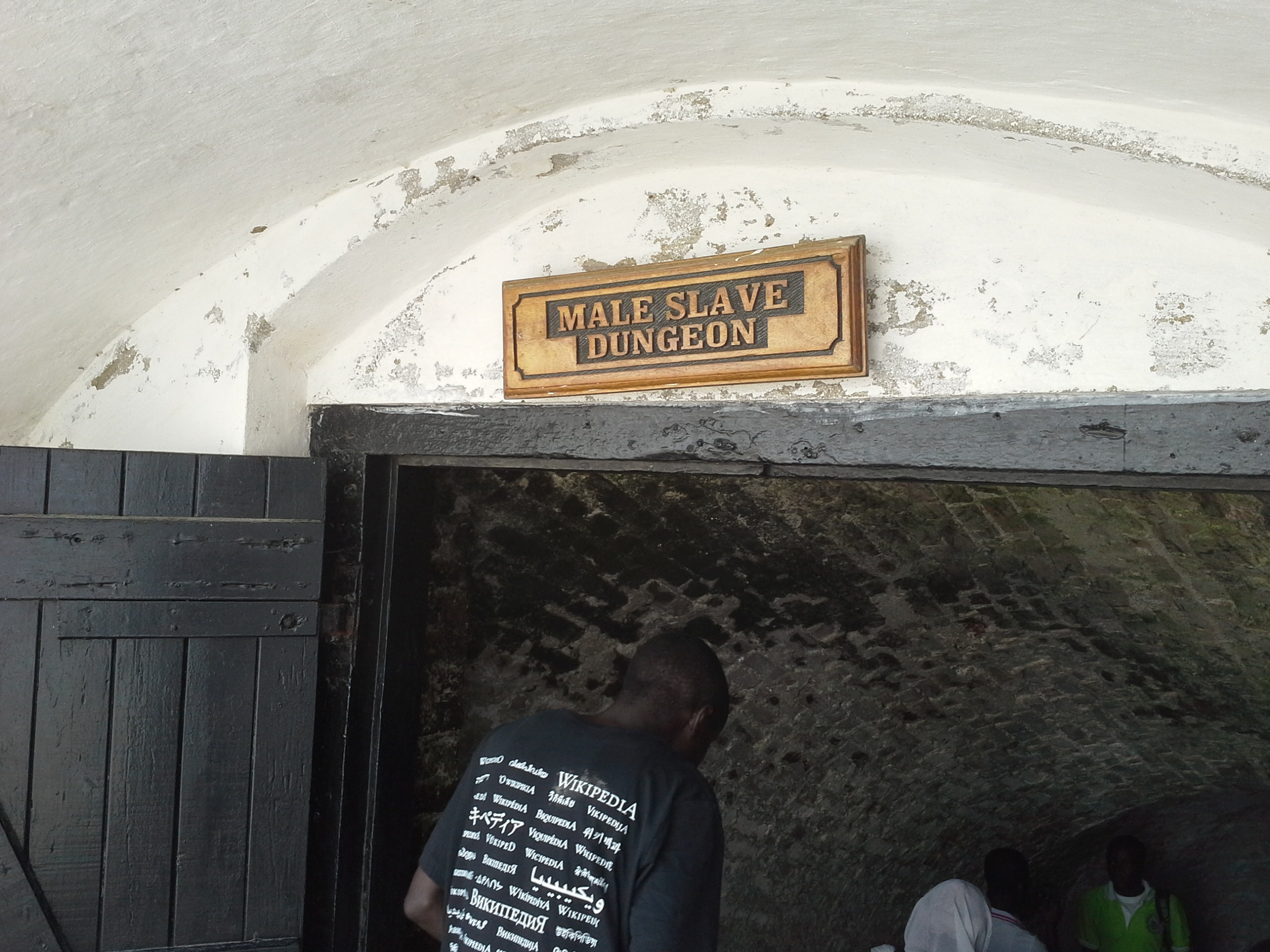
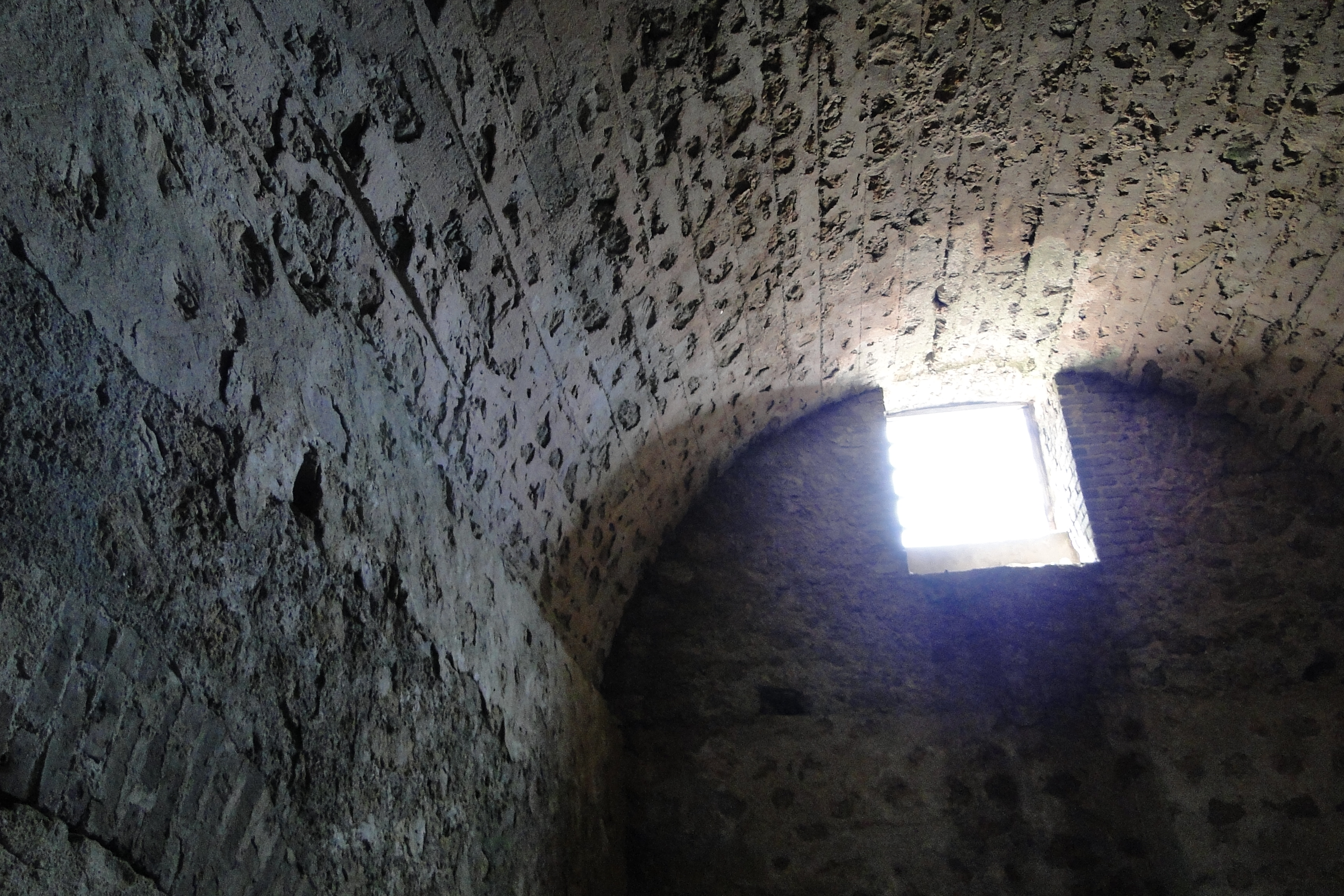